# Chester McGlockton
Chester McGlockton (Whiteville, 16 settembre 1969 – Danville, 30 novembre 2011) è stato un giocatore di football americano statunitense che ha giocato nel ruolo di defensive tackle nella National Football League (NFL).

## Biografia
Dopo avere giocato a football al college a Clemson, McGlockton fu scelto come 16º assoluto nel Draft NFL 1992 dai Los Angeles Raiders. Dopo un primato in carriera di 9,5 sack nel 1994 fu inserito nel First-team All-Pro e convocato per il primo di quattro Pro Bowl consecutivi. Il resto della carriera lo passò con i Kansas City Chiefs (1998-2000), i Denver Broncos (2001-2002) e i New York Jets (2003). Morì nel 2011 a causa di cardiomegalia.

## Palmarès
- Convocazioni al Pro Bowl: 4

1994, 1995, 1996, 1997
- All-Pro: 3

1994, 1995, 1996

## Statistiche
| Tackle     | 551 |
| Sack       | 51  |
| Intercetti | 4   |